# Gerald Gabrielse
Gerald Gabrielse (* 1951) ist ein US-amerikanischer Experimentalphysiker.
Gabrielse studierte am Calvin College in Grand Rapids (Michigan) (Bachelor 1973) und an der University of Chicago, wo er 1975 seinen Masterabschluss machte und 1980 promoviert wurde. Ab 1982 war er Assistant Professor an der University of Washington und ab 1987 Professor an der Harvard University. Seit 2003 ist er dort George Vasmer Leverett Professor of Physics. 2000 bis 2003 war er Vorsitzender der Physik-Fakultät in Harvard.
Gabrielse gelangen verschiedene wesentliche Verbesserungen in der Messung fundamentaler physikalischer Größen.
Er leitete die TRAP Kollaboration, der es gelang Ionenfallen für Antiprotonen bei bis dahin nicht erreichten tiefen Temperaturen von 4 K zu bauen. Damit soll Antiwasserstoff mit Laserspektroskopie untersucht werden (zum Beispiel in der von Gabrielse geleiteten ATRAP Kollaboration am CERN) und das Verfahren lieferte den bisher besten Test der CPT-Invarianz (Vergleich des Masse-Ladungs-Verhältnisses von Proton und Antiproton mit einer Genauigkeit von 9 · 10−11).
Mit einem Ein-Elektron-Quanten-Zyklotron (One electron quantum cyclotron) konnte die Messung des magnetischen Moments des Elektrons von Gabrielse und Mitarbeitern um einen Faktor 15 zum bis dahin 20 Jahre lang bestehenden Rekord verbessert werden. Das Verfahren lieferte auch eine Verbesserung um einen Faktor 20 zu anderen Verfahren der Messung der Feinstrukturkonstante.
2002 erhielt er den Davisson-Germer-Preis und 2011 den Julius-Edgar-Lilienfeld-Preis. 2007 wurde er Mitglied der National Academy of Sciences, 2019 der American Academy of Arts and Sciences. 2005 erhielt er den Humboldt Research Award und 2008 den italienischen Tommassoni und Chisesi Preis. Er ist Fellow der American Physical Society.
Er unterrichtet auch an Schulen und erhielt in Harvard einen Preis für seine Lehre (Levenson Teaching Award) für Vordiplomanden.